# Pascual Fandos Fandos
Pascual Fandos Fandos (Villarroya de los Pinares, província de Terol, 1840 - València, 1892) fou un comerciant i polític valencià. De ben jove emigrà a la ciutat de València. i treballà en un establiment de teixidors alhora que militava en el Partit Progressista de Josep Peris i Valero, Domingo Capafons Piquer i Marià Batllés i Torres Amat. Regidor de l'ajuntament de València, participà activament en la revolució de 1868 formant part de la Junta Revolucionària.
Després de la revolució es va integrar dins el nou Partit Radical, amb el que fou elegit diputat pel districte de Xiva a les eleccions generals espanyoles de 1871 i eleccions generals espanyoles d'agost de 1872. Després de la restauració borbònica es va mantenir proper al grup de Cristino Martos Balbi i el 1874 fou designat membre de la Diputació de València, a la que va tornar a ser escollit pel districte d'Alzira-Alberic el 1886.